# Sinilabeo cirrhinoides
Sinilabeo cirrhinoides és una espècie de peix cipriniforme de la família dels ciprínids que es troba al riu Mekong a Yunnan (Xina).